# Кобзев, Александр Дмитриевич
Александр Дмитриевич Кобзев — гвардии рядовой Вооружённых Сил Российской Федерации, участник антитеррористических операций в период Второй чеченской войны, погиб при исполнении служебных обязанностей во время боя 6-й роты 104-го гвардейского воздушно-десантного полка у высоты 776 в Шатойском районе Чечни.

## Биография
Александр Дмитриевич Кобзев родился 5 марта 1981 года в селе Орлово (ныне — Новоусманский район Воронежской области). С 1987 года учился в Орловской средней школе. В период учёбы активно занимался спортом. В 1996 году окончил девять классов школы. 16 июня 1999 года Кобзев был призван на службу в Вооружённые Силы Российской Федерации Новоусманским районным военным комиссариатом Воронежской области. Получил воинскую специальность гранатомётчика. Служил в 6-й роте 104-го гвардейского воздушно-десантного полка.
С началом Второй чеченской войны в составе своего подразделения гвардии рядовой Александр Кобзев был направлен в Чеченскую Республику. Принимал активное участие в боевых операциях. С конца февраля 2000 года его рота дислоцировалась в районе населённого пункта Улус-Керт Шатойского района Чечни, на высоте под кодовым обозначение 776, расположенной около Аргунского ущелья. 29 февраля — 1 марта 2000 года десантники приняли здесь бой против многократно превосходящих сил сепаратистов — против всего 90 военнослужащих федеральных войск, по разным оценкам, действовало от 700 до 2500 боевиков, прорывавшихся из окружения после битвы за райцентр — город Шатой. Вместе со всеми своими товарищами он отражал ожесточённые атаки боевиков Хаттаба и Шамиля Басаева, не дав им прорвать занимаемые ротой рубежи. На подступах к высоте 776, столкнувшись с превосходящими силами противника и прикрывая отход своих товарищей, гвардии рядовой Александр Кобзев погиб в неравном бою. Погибли также ещё 83 его сослуживца.
Похоронен на кладбище села Орлово Новоусманского района Воронежской области.
Указом Президента Российской Федерации гвардии рядовой Александр Дмитриевич Кобзев посмертно был удостоен ордена Мужества.

## Память
- В честь Кобзева названа улица в его родном селе, на которой он жил[4].
- В селе Орлово установлен памятник Кобзеву[4].
- На здании Орловской средней школы, в которой учился Кобзев, установлена мемориальная доска[4].